# 尚普龙昂佩尔谢
尚普龙昂佩尔谢（法語：Champrond-en-Perchet）是法国厄尔-卢瓦尔省的一个市镇，属于诺让勒罗特鲁区。该市镇总面积9.02平方公里，2009年时的人口为401人。

## 人口
尚普龙昂佩尔谢人口变化图示